# Canton de Soultz-sous-Forêts
Le canton de Soultz-sous-Forêts est une ancienne division administrative française, située dans le département du Bas-Rhin, en région Grand Est. À la suite du redécoupage cantonal de 2014, l'ensemble des communes sont rattachées au canton de Wissembourg excepté Kutzenhausen, Lobsann, et Merkwiller-Pechelbronn rattachées au canton de Reichshoffen.

## Composition
Le canton de Soultz-sous-Forêts regroupait 19 communes :
- Aschbach ;
- Betschdorf ;
- Drachenbronn-Birlenbach ;
- Hatten ;
- Hoffen ;
- Hunspach ;
- Ingolsheim ;
- Keffenach ;
- Kutzenhausen ;
- Lobsann ;
- Memmelshoffen ;
- Merkwiller-Pechelbronn ;
- Oberrœdern ;
- Retschwiller ;
- Rittershoffen ;
- Schœnenbourg ;
- Soultz-sous-Forêts (chef-lieu) ;
- Stundwiller ;
- Surbourg.

## Administration

### Juges cantonaux
| Période | Période | Identité       | Fonction précédente                                 | Observation |
| ------- | ------- | -------------- | --------------------------------------------------- | ----------- |
| 1948    | 1949    | André Nachbaur | Juge au tribunal civil de Baume-les-Dames           | -           |
| 1949    | 1952    | Georges Lucas  | Magistrat à l'administration centrale de la justice | -           |
| 1954    | 1957    | Émile Stenger  | Juge de paix du canton d'Étain                      | -           |
| 1957    | 1958    | Georges Doll   | Juge de paix à Lalla-Marnia                         | -           |
| 1958    | 1958    | Pierre Estoup  | Juge de paix du canton de Pélussin                  | -           |

### Conseillers généraux de 1833 à 2015
| Période           | Identité                        | Parti                                    | Qualité                                                                                      |
| ----------------- | ------------------------------- | ---------------------------------------- | -------------------------------------------------------------------------------------------- |
| 1833-1848         | Philippe Müntz                  | Majorité gouvernementale                 | Notaire, député (1831-1834) Maire de Soultz-sous-Forêts                                      |
| 1848-1870 (décès) | Charles Becquet                 |                                          | Conservateur des forêts, Paris et Haguenau Député (1852)                                     |
| 1871-1919         | Occupation allemande            |                                          |                                                                                              |
| 1919-1922 (décès) | Léon Kiener                     |                                          | Notaire à Soultz-sous-Forêts                                                                 |
| 1922-1928         | Fritz Kiener                    | Parti démocratique                       | Professeur à l'Université de Strasbourg                                                      |
| 1928-1940         | Charles Heil                    | Autonomiste dissident                    | Journaliste à Strasbourg                                                                     |
|                   |                                 |                                          |                                                                                              |
| 1945-1951         | Albert Schneller                | Union Nationale de rénovation Gaulliste  | Notaire à Wissembourg                                                                        |
| 1951-1982         | Frédéric Schiellein (1915-2005) | CNIP puis UDR puis app. RPR              | Agriculteur - Maire de Merkwiller-Pechelbronn (1945-1977)                                    |
| 1982-1988         | Charles Goetzmann (1923-2015)   | UDF-CDS                                  | Directeur de société - Maire de Betschdorf (1969-1983)                                       |
| 1988-2015         | Jean-Laurent Vonau              | RPR puis Indépendants centristes et app. | Universitaire - Conseiller municipal de Soultz-sous-Forêts Vice-président du Conseil général |

### Conseillers d'arrondissement (de 1833 à 1940)
Le canton de Soultz avait deux conseillers d'arrondissement.
| Période                                  | Période      | Identité                   | Étiquette | Qualité |
| ---------------------------------------- | ------------ | -------------------------- | --------- | --- |
| 1833                                     | 1836         | Léopold Lieblein           |           | Propriétaire à Soultz-sous-Forêts                                                                           |
| 1833                                     | 1836         | Georges Henri Schneider    |           | Aubergiste, propriétaire à Soultz-sous-Forêts                                                               |
| 1836                                     | 1848         | Michel Deutsch (1799-1865) |           | Propriétaire, maire de Schoenenbourg                                                                        |
| 1836                                     | 1848         | Jacob Wolff (1798-1871)    |           | Marchand de bois, Niederbetschdorf                                                                          |
|                                          |              |                            |           | |
| 1919                                     | 1928 (décès) | Louis Wingerter            |           | Marchand de bois à Oberbetschdorf                                                                           |
| av.1934                                  | 1940         | Émile Schaeffer            |           | Propriétaire à Kutzenhausen                                                                                 |
| 1928                                     | 1940         | Charles Singer             | UPR-PSF   | Brasseur, négociant en spiritueux, maire de Surbourg                                                        |
| 1940                                     |              |                            |           | Les conseils d'arrondissement ont été suspendus par la loi du 12 octobre 1940 et n'ont jamais été réactivés |
| Les données manquantes sont à compléter. |              |                            |           | |